# Кугуван
Кугуван — деревня в Медведевском районе Марий Эл Российской Федерации. Входит в состав Шойбулакского сельского поселения.
Численность населения — 10 человек (2014 год).

## География
Располагается в 11 км от административного центра сельского поселения — села Шойбулак. Деревня примыкает к посёлку Лесной и садоводческому товариществу «Кюшнур».

## История
Деревня Кугуван образована в 1930-е годы переселенцами из деревни Кюшнур. Распространенное название — Макар хутор. К 2002 году земли, расположенные рядом с деревней, отданы садоводческому товариществу «Кюшнур».

## Население
| 2010 | 2011 | 2012 | 2013 | 2014 |
| ---- | ---- | ---- | ---- | ---- |
| 21   | ↘14  | ↘12  | ↘11  | ↘10  |

Национальный состав на 1 января 2014 г.:
| Национальность | Численность, чел. | Доля    |
| -------------- | ----------------- | ------- |
| всего          | 10                | 100,0 % |
| Марийцы        | 9                 | 0,9 %   |
| другие         | 1                 | 0,1 %   |

## Описание
Улично-дорожная сеть деревни имеет грунтовое покрытие. Просёлочная дорога, ведущая к посёлку Лесной, также имеет грунтовое покрытие.
Жители проживают в индивидуальных домах, не имеющих централизованного водоснабжения и водоотведения. Дома не газифицированы.